# Schéma national d'infrastructures de transport
Le schéma national d’infrastructures de transport (SNIT) est un outil de planification des projets d'aménagement du territoire français visant à développer les transports ferroviaire et fluvial, mais également certains aménagements aéroportuaires et routiers. 

## Caractéristiques
Le SNIT est écrit par le ministère de l'Écologie, du Développement durable et de l'Énergie, via sa 
Direction générale des infrastructures, des transports et de la mer. 
Le 29 février 2012, le Conseil économique, social et environnemental a jugé « très insuffisant » l'impact écologique des projets de l'Etat. Le total des investissements concentrées à travers ce plan se chiffre à 254 milliards d'euros . Une grande partie de cette somme est allouée à la construction de Ligne à grande vitesse.
Le 21 février 2013, le ministre des transports Frédéric Cuvillier annonce sa refonte pour 2013 avant de prioriser les différents projets et de baisser le coût global. 
Le 27 juin 2013, le contenu du SNIT correspond à des projets dont le coût a été évalué à près de 245 milliards d'euros sur 25 ans. Il est en cours de révision par la « commission Mobilité 21 » chargée de trier, hiérarchiser, et mettre en perspective ces grands projets infrastructures.